# Hassan Ibrahim Saqer
Hassan Ibrahim Saqer (sinh ngày 19 tháng 10 năm 1990) là một cầu thủ bóng đá người Các Tiểu vương quốc Ả Rập Thống nhất thi đấu ở vị trí tiền vệ cho Shabab Al-Ahli.

## Danh hiệu

### Câu lạc bộ
Al Shabab
Vô địch
- UAE Arabian Gulf Cup: 2010–11
- GCC Champions League: 2011

Á quân
- Cúp Chủ tịch UAE: 2012–13
- UAE Arabian Gulf Cup: 2011–12

### Quốc tế
UAE
Third place
- Cúp bóng đá châu Á: 2015